# Dodžo
Dodžo (japonsko 道場, hepburn dōjō) je japonski izraz, ki se na področju borilnih veščin uporablja za naziv mesta vadbe veščine. Na Japonskem pomeni v značilnem slogu urejeno in opremljeno telovadnico, ki se uporablja tudi za vse spremljevalne dejavnosti povezane z običaji v določeni veščini. Drugod po svetu se izraz po navadi uporablja za vsako, le vadbi japonske veščine namenjeno stavbo ali prostor, ki pa po slogu ne sledi vedno japonskemu izvirniku. 
Neposreden prevod besede »dodžo« pomeni »mesto poti«.